# X distrito de París
El X distrito de París (10.° distrito de París), también conocido como distrito del puerto franco de San Lorenzo, es uno de los veinte distritos de los que se compone la capital francesa. Está situado en la orilla derecha del río Sena. 
En este distrito se encuentra la estación de París Norte (Gare de Nord) una de las mayores estaciones de tren de Europa, la estación de París Este (Gare de l'Est) y el Canal Saint-Martin.

## Administración

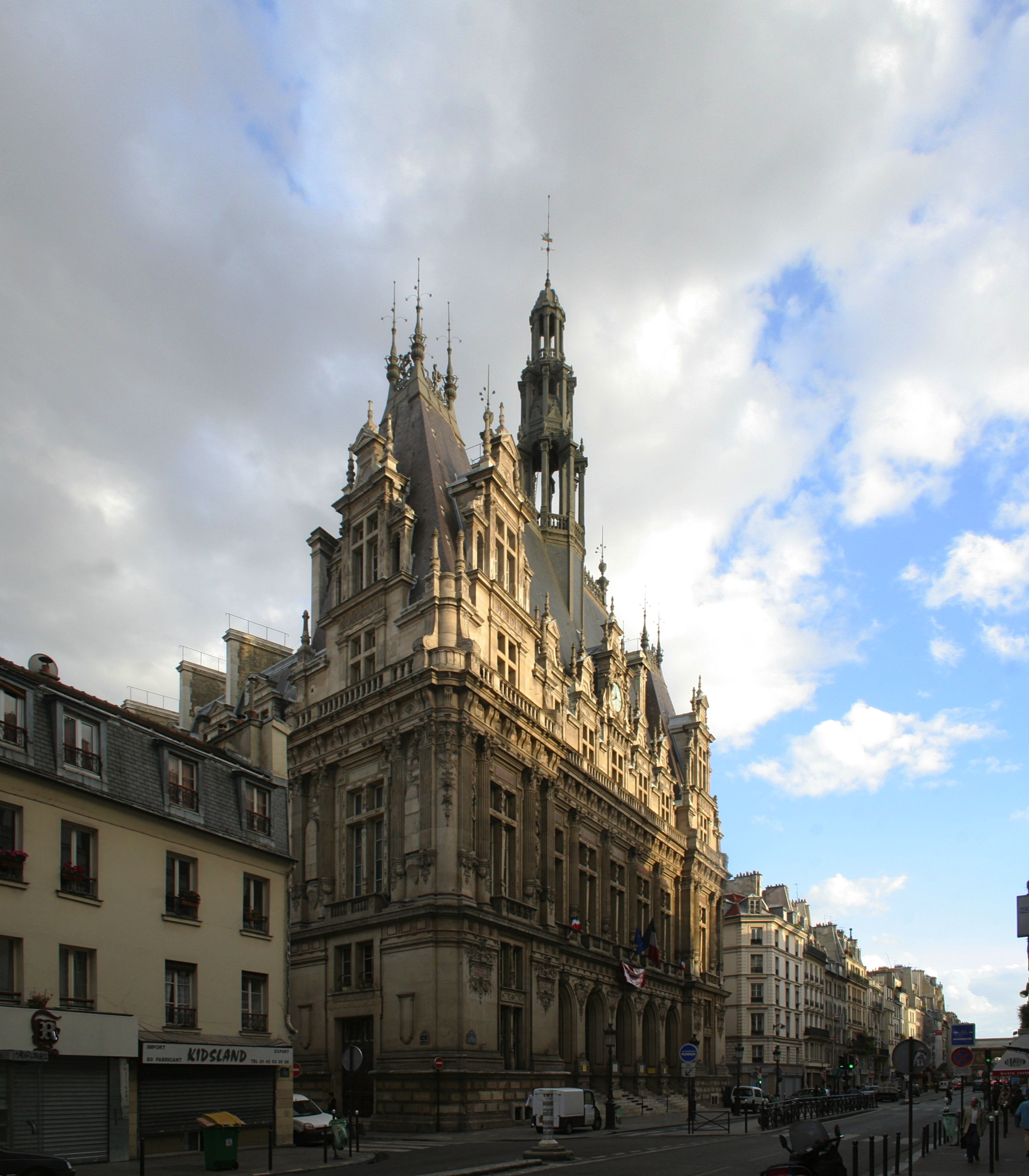
La alcaldía (calle de Faubourg Saint-Martin).

El distrito está dividido en cuatro barrios:
- Barrio Saint-Vincent-de-Paul
- Barrio de la Porte-Saint-Denis
- Barrio de la Porte-Saint-Martin
- Barrio de l'Hôpital-Saint-Louis

Su alcalde es Rémi Féraud (PS). Fue elegido en 2008 por seis años. La alcaldía se encuentra situada en el número 72 de la calle del Faubourg-Saint-Martin.

## Demografía
El distrito contaba en el último censo de 1999 con 89 612 habitantes sobre una superficie de 289 hectáreas, lo que representa una densidad de 31 008 hab/km². Código postal: 75010
| Año (censo nacional)     | Población | Densidad (hab. por km²) |
| ------------------------ | --------- | ----------------------- |
| 1881 (pico de población) | 159 809   | 55 259                  |
| 1962                     | 124 497   | 43 049                  |
| 1968                     | 113 372   | 39 202                  |
| 1975                     | 94 046    | 32 519                  |
| 1982                     | 86 970    | 30 073                  |
| 1990                     | 90 083    | 31 149                  |
| 1999                     | 89 612    | 30 986                  |

## Lugares de interés
- Dos estaciones de tren:
  - Gare de l'Est
  - Gare du Nord

- Tres hospitales:
  - Hospital Saint-Louis
  - Hospital Lariboisière
  - Hospital Fernand-Widal

- Una antigua cárcel:
  - Cárcel Saint-Lazare

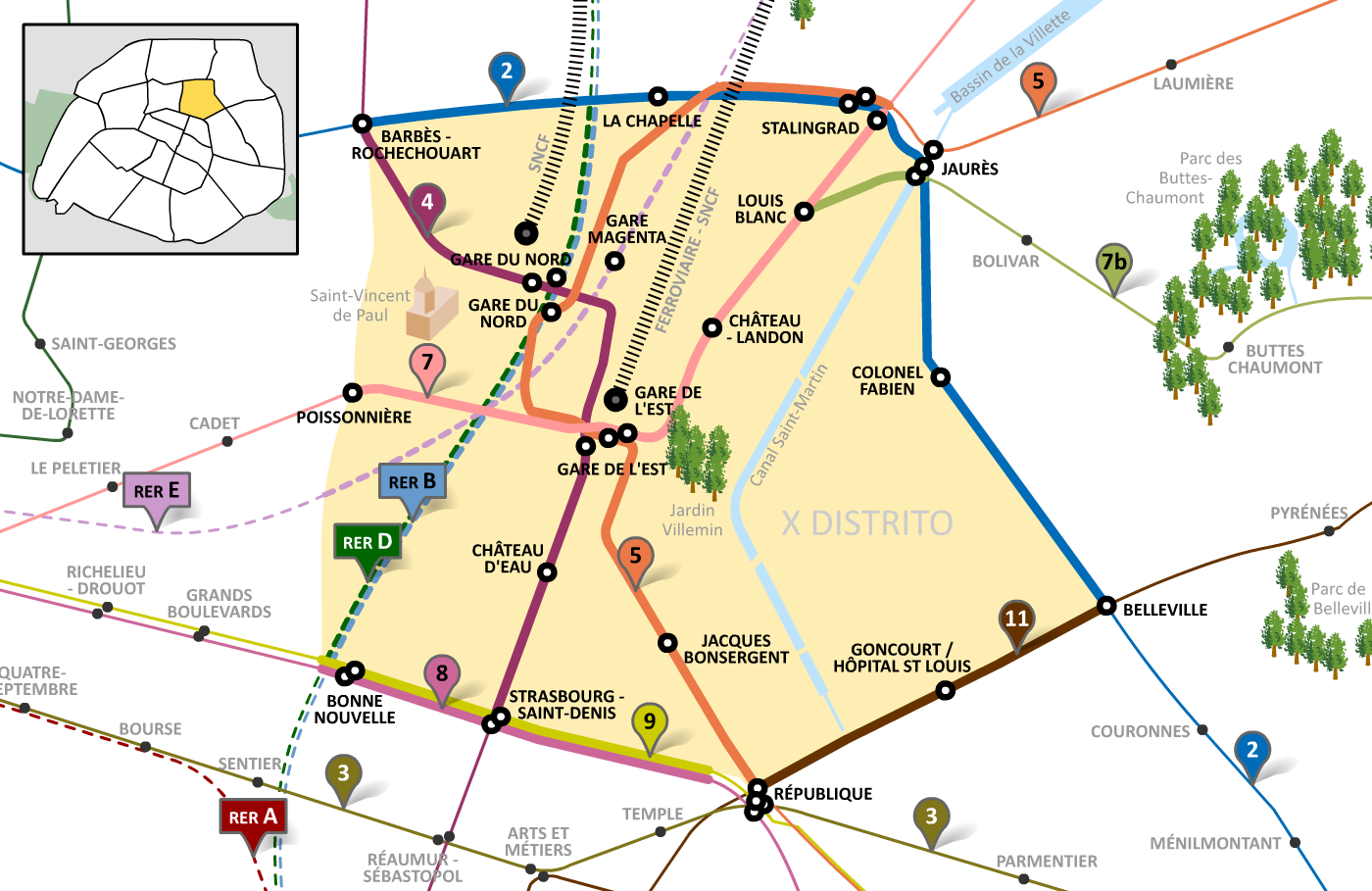
Mapa del Metro y del RER del X Distrito.

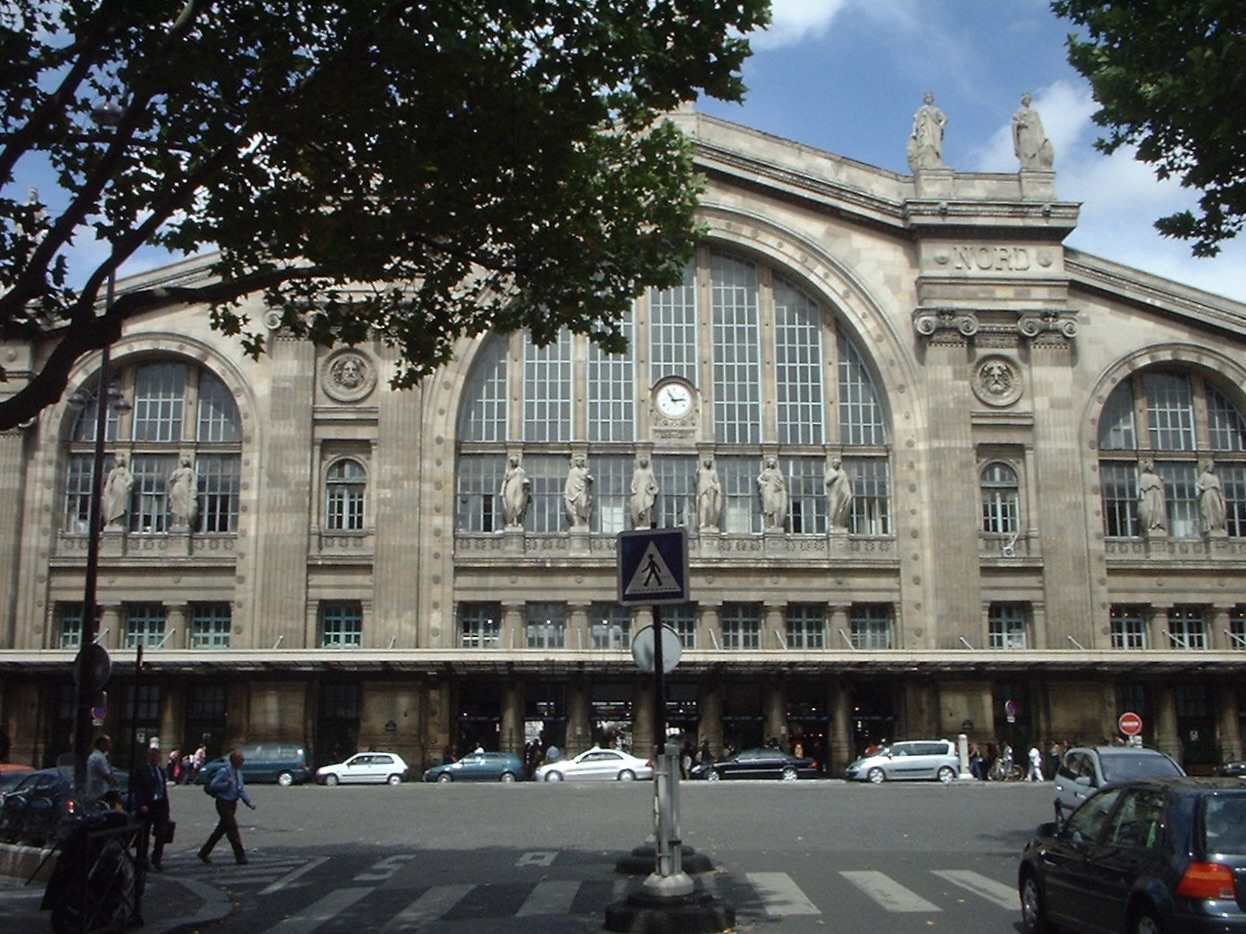
La estación de París Norte.

- La totalidad del tramo a cielo abierto del canal Saint-Martin

- Monumentos:
  - Iglesia de San Vicente de Paúl
  - Iglesia Saint-Laurent
  - Iglesia Saint-Joseph-Artisan
  - Iglesia Saint-Martin-des-Champs

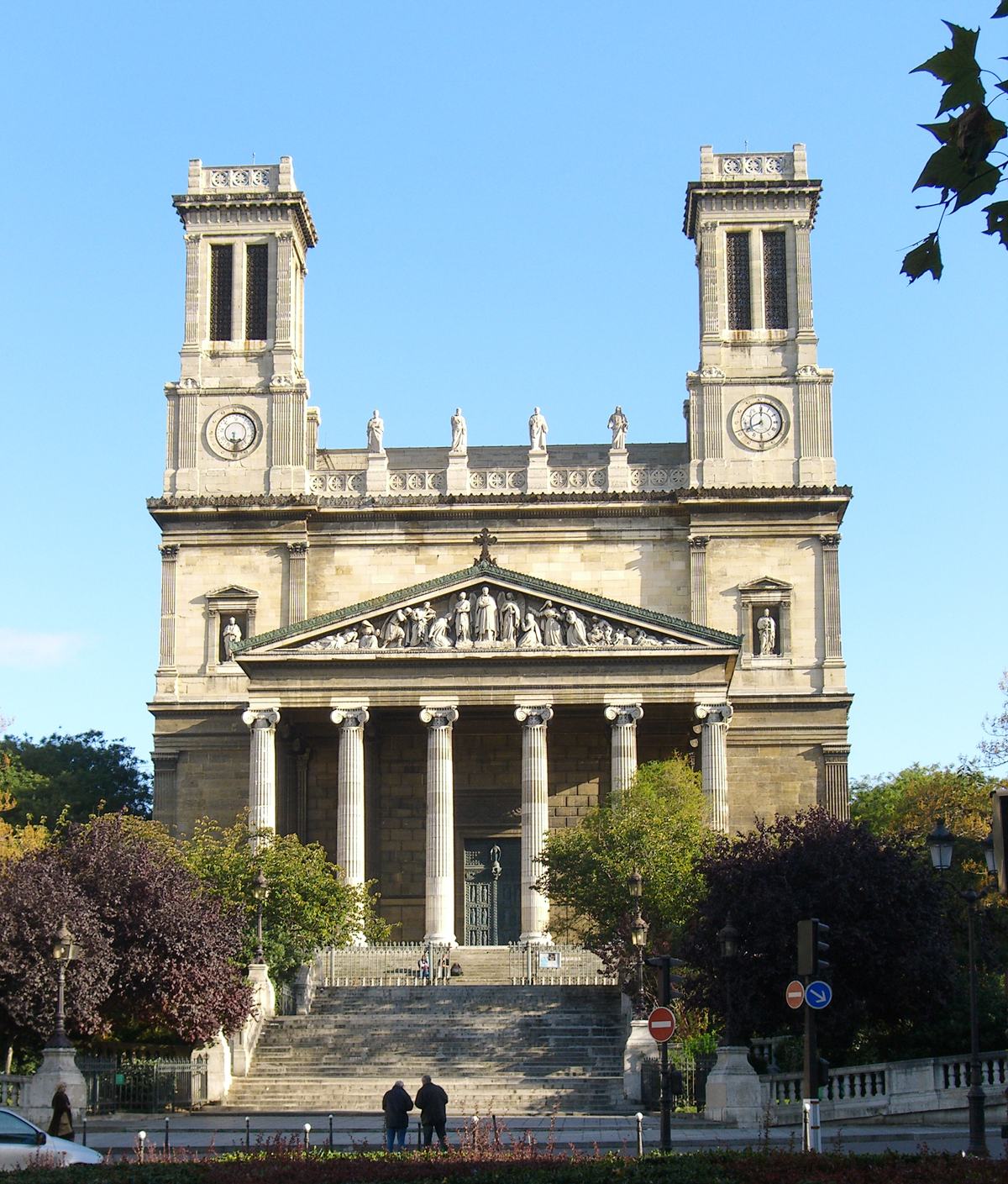
La iglesia Saint-Vincent-de-Paul.

  - Antiguo Convento de los Recoletos
  - Puerta de Saint Denis
  - Puerta de Saint Martin

- Dos mercados cubiertos
  - Mercado Saint-Quentin
  - Mercado de la Puerta Saint-Martin

- Teatros:
  - Teatro Antoine
  - Teatro de las Bouffes du Nord (antiguo teatro Molière)
  - Teatro del Gymnase
  - Teatro de la Porte Saint-Martin
  - Teatro del Renacimiento
  - Teatro del Ambigu-Comique (demolido)
  - Teatro de las Folies-Dramatiques (demolido)

## Principales vías

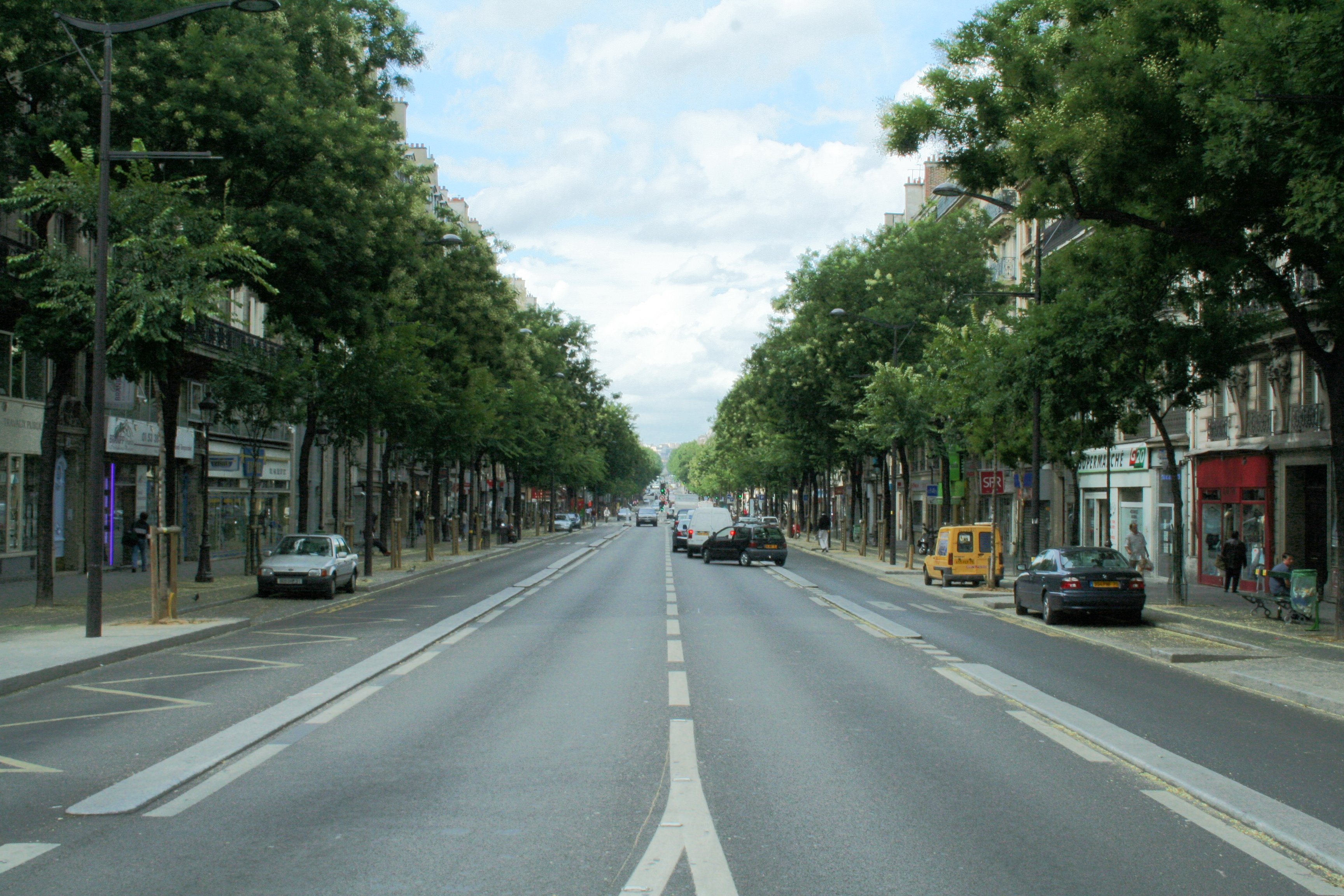
El bulevar de Magenta en el año 2006.

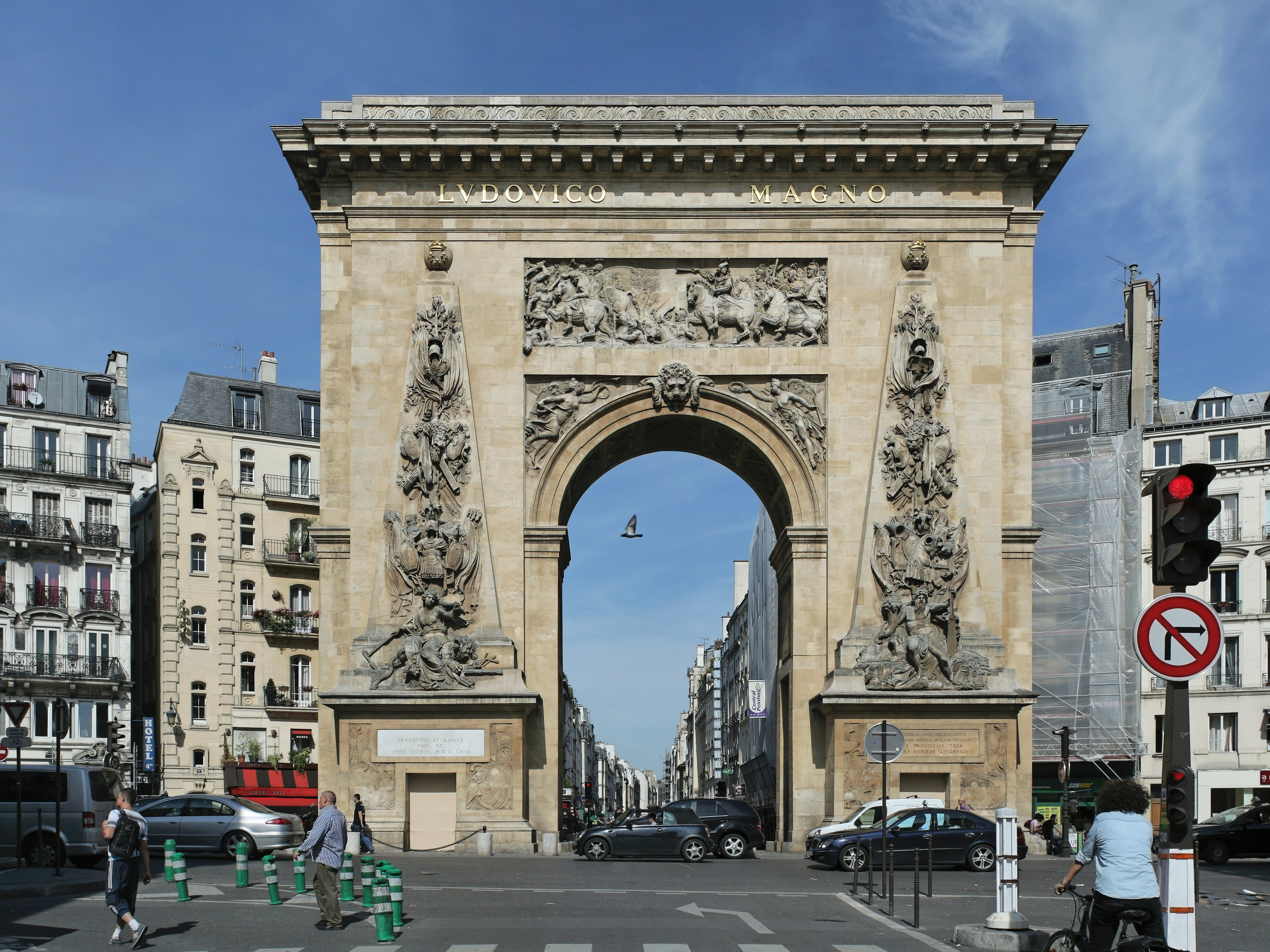
Porta St Denis.

- Calle del Faubourg-Saint-Denis
- Plaza de la República
- Bulevar de Magenta
- Bulevar de la Chapelle
- Calle del Faubourg-Poissonnière
- Calle de Lancry
- Plaza del Colonel-Fabien
- Bulevar de Strasbourg
- Rue du Faubourg-du-Temple
- Avenida Claude-Vellefaux
- Calle de las Petites-Écuries
- Calle René-Boulanger

## Habitantes ilustres
En este distrito de París tuvieron su residencia: el poeta Paul Verlaine, el pintor Camille Corot, el religioso Vicente de Paúl, Louis Antoine Fauvelet de Bourrienne (secretario personal de Napoleón Bonaparte) y el escritor Remy de Gourmont.